# Paladyn
Paladyn (łac. palatinus, wł. paladino) – wybitny rycerz, wzór cnót rycerskich.
Określeniem tym w literaturze średniowiecznej nazywano niektórych, archetypicznych wojowników, najczęściej 12 parów Karola Wielkiego (stanowiących zarazem jego drużynę przyboczną). Nazwa pochodzi od łacińskiego słowa comes palatinus (hrabia pałacowy), oznaczającego zarządcę dworu królewskiego, który zastępował monarchę przy wydawaniu sądów.
W literaturze, a współcześnie w grach fabularnych i komputerowych znaczenie słowa uległo zmianie, nie odnosząc się do urzędów dworskich, a raczej do klasy obdarzonych magicznymi umiejętnościami wojowników, służących bóstwom.
W Pieśni o Rolandzie wymienieni są następujący rycerze, nazywani tam paladynami:
- Hrabia Roland - siostrzeniec Karola Wielkiego najbardziej znany spośród bohaterów oraz 12 parów:
- Olivier
- Gérin
- Gérier
- Bérengier
- Otton
- Samson
- Engelier
- Ivon
- Ivoire
- Anséis
- Girard
- Gothier z Hum

Niekiedy mianem paladynów określa się także Rycerzy Okrągłego Stołu króla Artura.

## Paladyni
Paladyni występują także w świecie fantasy, m.in. w literaturze, grach fabularnych i komputerowych.
W grach fabularnych (np. D&D) jako określenie rycerzy-kapłanów, specyficznej klasy wojowników walczących po stronie dobra, światła i prawa, występujących przeciwko złu. Nie służą oni panu, lecz bóstwu. Zwykle nie biorą udziału w systemie lennym, gdyż misja nie pozwala im osiąść, choć często wywodzą się ze szlachty. Mają wiele cech idealnego rycerza i postępują według podobnego kodeksu, choć w niektórych punktach jest on nieco mniej rygorystyczny. Są wojownikami walczącymi w imię dobra za wszelką cenę, co czyni z nich czasami postacie dość kontrowersyjne. Paladyni wyposażeni są w zestaw nadprzyrodzonych umiejętności i mocy jak np. leczenie obrażeń dotykiem, aury wspomagające sojuszników itd. Paladyni, którzy złamią kodeks, tracą swe moce. W D&D nazywani są upadłymi i mogą obrać klasę prestiżową rycerza ciemności – złego anty-paladyna o przeciwstawnych mocach.

## Paladyni w beletrystyce
Na paladynów natknąć się też można w różnych książkach, najczęściej osadzonych w uniwersum D&D, gdzie mają oni cechy paladynów z gry fabularnej, na której się opierają.

## Paladyni w grach komputerowych
Określenie "paladyn" zostało zapożyczone również do gier komputerowych, lecz w niektórych z nich, nieopartych bezpośrednio na konkretnej grze fabularnej (np. Tibia), stosowane jest w sytuacjach nieodzwierciedlających jego charakteru.